# Cottica (rivière)
Pour l’article homonyme, voir Cottica.
La rivière Cottica est une rivière située au Suriname. Elle prend sa source dans les collines entourant la ville de Moengo. Dans la partie supérieure de son cours, il reçoit des apports des ruisseaux du ruisseau Patamacca et du ruisseau Ricanau. Là, la rivière est traversée par un pont de la route dite de liaison Est-Ouest. Il coule vers l'ouest jusqu'à ce qu'il se jette dans la rivière Commewijne.
Elle a un bassin fluvial de 2 900 km2.

## Hydrologie
Cottica prend sa source à une cinquantaine de kilomètres au sud-ouest de Moeng, dans les collines du bouclier guyanais. De là, il coule vers le nord-est jusqu'à Moenga, puis vers le nord jusqu'au confluent avec la rivière Coermotibo, qui est reliée au fleuve Maroni par une bifurcation. De là, il se courbe vers le nord-ouest jusqu'au confluent avec Commewijne.
Le bassin fluvial couvre une superficie de 2 900 km² dans les districts de Marowijne et Commewijne.

## Histoire
L'un des épisodes les plus importants de la lutte entre les esclaves en fuite et le gouvernement colonial s'est produit dans la seconde moitié du XVIIIe siècle dans la zone située entre le fleuve et l'océan Atlantique, où un groupe d'esclaves en fuite dirigé par Bokilifa Boni a réussi à résister à l'armée coloniale.